# Ulfborg Herred
Ulfborg Herred var et herred i Ringkøbing Amt. Det hed i Kong Valdemars Jordebog Vlburghæreth, og hørte i middelalderen under Hardsyssel. Senere var det sammen med Vandfuld Herred og Hind Herred et len, der i en periode fra 1523 – 1549 hørte under Riberhus Len, hvorefter det igen blev selvstændigt, indtil det i 1597 blev forenet med Bøvling Len. Fra 1660 kom det under Bøvling Amt, indtil det i 1794 kom under det da oprettede Ringkøbing Amt.
Ulfborg Herred grænser mod nord til Hjerm Herred, fra hvilket det skilles ved Storåen, mod øst og sydøst til Hammerum Herred, mod syd og sydvest til Bølling og Hind Herred, fra hvilket sidste
det til dels skilles ved Madum Å; mod vest grænser det til Vesterhavet og mod nordvest til Nissum Fjord.
I herredet ligger følgende sogne:
- Husby Sogn
- Idom Sogn
- Madum Sogn
- Nørre Felding Sogn
- Råsted Sogn
- Staby Sogn
- Sønder Nissum Sogn
- Timring Sogn
- Ulfborg Sogn
- Vind Sogn
- Vinding Sogn